# Eugeniusz (biskup Toledo)
Eugeniusz (zm. ok. 96) – towarzysz św. Dionizego Areopagity (zm. ok. 96) (ucznia Apostoła Pawła), męczennik chrześcijański i święty Kościoła katolickiego, według tradycji biskup Toledo (ok. 69-96).
Wedle dawnych źródeł zginął w okolicach Paryża, a jego relikwie zostały przewiezione do Toledo. Jest niekiedy wymieniany wśród biskupów Toledo, być może przez pomyłkę, gdyż byli inni biskupi tego imienia, z czego jeden święty Eugeniusz (zm. 657).
Jego wspomnienie liturgiczne obchodzone jest 15 listopada.